# ハイブリッドHDD

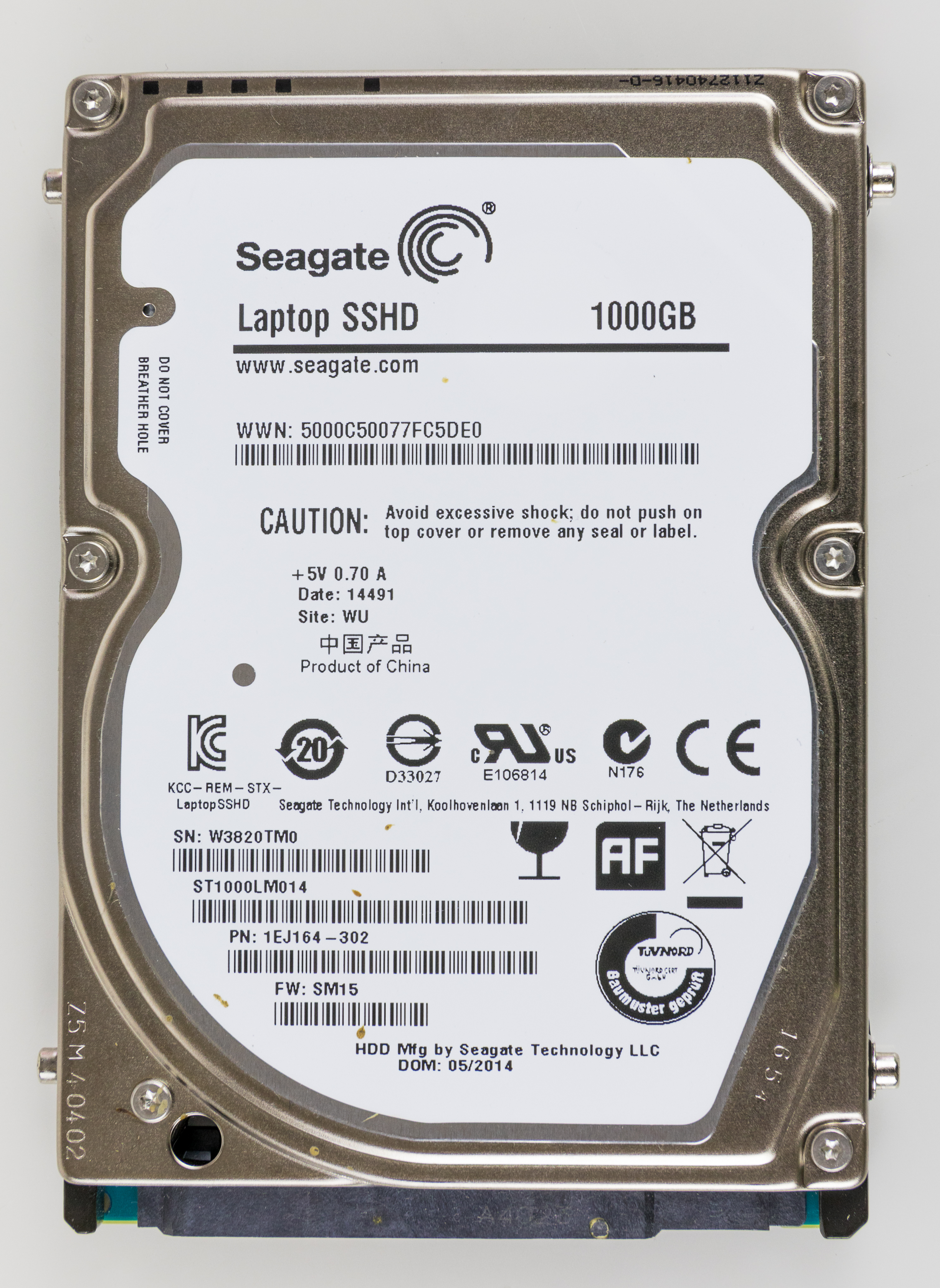
SSHD Seagate 1000Gb

ハイブリッドHDD（ハイブリッドハードディスクドライブ、Hybrid HDD）は、ハードディスクドライブ（以下HDD）にフラッシュメモリをキャッシュメモリとして搭載した記憶装置である。SSHD（Solid State Hybrid Drive）とも表記される。

## 概要
HDDは半導体メモリに比べてアクセスが遅く（特にシーク）、長年コンピュータ機器の性能のボトルネックとなっていた。また、プラッタとヘッドの駆動にモーターを使っているので消費電力が大きく、ノートパソコンやモバイル端末などのようなバッテリーを使う機器の、駆動時間の短さに繋がっていた。物理的な駆動をするため情報機器に使われている部品の中では壊れやすいものの1つである。
この解決策の1つに、ソリッドステートドライブ（以下単にSSD）によるHDDの置き換えがある。しかし、高速化と省電力化が図れる反面、SSDの容量単価はHDDに劣る。そのため、フラッシュメモリとHDD両方の特徴（高速、省電力、大容量）を持つ、ハイブリッドHDDが開発された。

## 第1世代（2007年 - 2008年）
第1世代のハイブリッドHDDでは、Windows Vista/7による高速化機能Windows ReadyDriveの利用が前提となっている。そのため、Vista以外のOSでは、効果を発揮できない。

### 動向・評価
2007年9月、内蔵ハイブリッドHDDは日本国内で一般には出回っておらず、NECなどの一部ノートパソコンに採用されているに留まった。また極わずかな数量ながら、自作系ショップで「内蔵型HDD」が限定販売されたが、開店直後に完売となるなど一部のユーザーの間で大きな注目を集めた。
2007年10月後半になって、シーゲイトから大容量フラッシュ搭載品としては初の2.5インチハイブリッドHDD「Momentus 5400 PSD」シリーズが発売され、12月にはサムスンからも販売開始した。これにより、一般ユーザもハイブリッドHDDの入手が簡単になった。しかし、自作系の専門ショップでも取り扱っていない場合も多く、販売している店舗数は限られていた。
2007年に登場した第4世代Intel Centrinoプラットフォームでは「Intel Turbo Memory」が導入された。これは通常のHDDと専用のフラッシュメモリを組み合わせることでWindows ReadyDriveとWindows ReadyBoostを利用可能にする。
2008年末の時点でサポートしているOSがWindows Vistaしか存在せず、またVista自身の普及率の低さもあり、あまり普及しなかった。また、ストレージ容量が大きい3.5インチ型ハイブリッドHDDは普及価格帯で発売されず、注目度は低かった。さらに、実際の性能向上率も通常の非ハイブリッドHDDと比べて10%程度に留まったことでユーザーへの訴求力が弱く、SSDの低価格化も相まって製品開発は一時中断した。

## 第2世代（2010年 - ）
2010年に登場した第2世代のハイブリッドHDDでは、キャッシュコントローラーがストレージに内蔵され、デバイスとしての扱いは通常のHDD/SSDと同様になる。そのため特別なOSの機能を必要とせず、シリアルATAインターフェイスが適合しさえすればよい。
速度的にはSSDには及ばないものの、OSや使用頻度の高いアプリ起動については、SSDとHDDの中間～80％程度の速度を実現することにより、メリットを感じられるものとなっている。

### 動向
2010年5月、Seagateより、2.5インチハイブリッドHDD「Momentus XT」シリーズが発売された。2013年には3.5インチモデルも追加され、2015年現在ではフラッシュメモリの容量は8 GBとなっている。
東芝、ウェスタン・デジタルといったメーカーも2013年以降相次いで製品を発表し、ハイブリッドHDD（メーカー呼称は「SSHD」「ソリッドステートハイブリッドディスク」）は製品ジャンルのひとつとして定着している。

## 類似技術
2010年頃から、別々に市販されているHDDとSSDを組み合わせ、自分でハイブリッドHDDを構築できる自作キットも登場している。HDDBOOSTなどの名称で販売されているこれらは、OSを再インストールすることなくHDDの読み取り速度を向上させることができる（SSDはキャッシュとなり、書き込みはSSD、HDD同時に行なわれる）。
Intel 7 Series以降のチップセット搭載機でRAID機能を装備した機種では「Intel Smart Response Technology」が利用可能である。これはSSDをHDDのキャッシュとして利用するもので、ドライバーレベルのハイブリッドHDDともいえる。この進化形といえるのが、インテルOptaneメモリー・テクノロジーおよびAMD StoreMI／FuzeDriveとなる。さらにRAIDコントローラー／カードメーカー各社は標準あるいはオプションとしてIntelと同等機能を提供している。

## 利点
高速性
フラッシュメモリは、ハードディスクに比較して、シーク動作や回転待ち時間などの待ち時間が無いに等しい。このため頻繁に要求されるデータ（特にハードディスク内に分散しているデータ）をフラッシュメモリに蓄えることで、データアクセスの高速化を図ることが可能。
高速起動
フラッシュメモリは電源を切っても内容が保持されるので、コンピュータ機器の電源を切る（シャットダウンや休止状態への移行をする）際に、再開に必要なデータをフラッシュメモリに蓄えることで、次回のOSの起動の高速化が可能。
省電力
フラッシュメモリにないデータが要求された場合や、書き込みキャッシュが一杯になった場合にだけプラッタを回転させ、普段は停止させることで大幅な省電力化を図る事が可能。これにより、ノートパソコン等の駆動時間を、大幅に延ばすことができるといわれる。またキャッシュ効果により、ヘッドのシーク動作やモーター駆動回数も減る。ただしプラッタを再度回転させる際に大きな電力が必要となるため、大容量のフラッシュメモリが搭載されていない場合は効果が低い。
静音性
HDDそのものの駆動を抑えられることから、静音化にも効果がある。
熱対策
HDDの駆動時間が少なければ、HDDの機械的動作により発生する熱を低減させられる。よってその分、コンピュータ機器の機器内の他の装置への影響が低減する（機器の故障率が下がる可能性がある）とともに、機器の排熱ファンの回転数も抑えるかゼロにすることができ、静音性も向上する場合がある。
耐衝撃性
システムが稼働中であっても、HDDのプラッタが回転しておらず、ヘッドがアンロードされている時間がより長くなる事が期待される。これにより、ストレージに衝撃が加わった場合の故障率の低減が期待される。

## 欠点
コスト増加
フラッシュメモリと特別なコントローラチップを搭載する分、同容量のHDDより10～20%程割高になる（第1世代の場合）。
未キャッシュデータの読み出し性能劣化
HDD部が休止している状態でフラッシュメモリ上に存在しないデータを読みだそうとするとHDDのスピンアップが必要となり、その分アクセスの遅延が起きる。
OSのサポートが必須（第1世代のみ）
第1世代のハイブリッドHDDは対応OS以外では通常のHDDとしてしか動作せずそのメリットを享受できない。
主なターゲットがノートパソコン向け
消費電力の課題を改善するため、ノートパソコンでの利用が主な市場ターゲットとなっている。そのため、ハイブリッドHDDのメインストリームは2.5インチ型となっている。3.5インチ型の製品も存在するが、品種は少ない。

## 製品
第1世代
- シーゲイト・テクノロジー - Data Sheet Momentus 5400 PSD (PDF) 
- サムスン電子（現・シーゲイト・テクノロジー） - Data MH80 SATA Series (PDF) 

第2世代
- シーゲイト・テクノロジー - FireCuda
- 東芝（現・東芝デバイス&ストレージ） - Client SSHD 
- ウェスタン・デジタル - WD Blue SSHD